# 三菱・eK

3代目（初代eKスペース含む）の文字ロゴ

eK（イーケイ）は、三菱自動車工業が製造・販売している軽トールワゴン（2代目までは軽セミトールワゴン）のシリーズ商標である。水島製作所（別名・水島工場、岡山県倉敷市水島）で製造されている。
「excellent K-car」の頭文字であると同時に「いい軽」の語呂合わせ。その名の通り、「いい軽」を造ろうというプロジェクトに由来する。
本項では、eKワゴン（イーケイ・ワゴン、初代・2代目: eK・WAGON、3代目・4代目: eK wagon）を中心としたシリーズについて主に記述し、シリーズのバリエーションと変遷については便宜上、派生車種や日産自動車から発売されている関連車種についても述べる。

## 初代（2001年-2006年）H81W型

### 年表
- 2001年（平成13年）10月11日 - 発表、同日販売開始。
  - 初代eKワゴンを生んだのは、2014年より2016年まで三菱自動車の社長を務めた相川哲郎である。相川はeKワゴンがデビューする11年前の1990年に発売された、車高の高い軽ワゴンの先駆けであるミニカトッポ生みの親でもある。eKワゴンは徹底したユーザー調査より導かれたジャストサイズワゴンとしてミニカトッポとミニカの隙間を埋めるボディサイズと同社初のセンターメーターを採用した。開発のキャッチコピーは「シンプル&クリーン&ベーシック」。eKワゴンの初期のカタログには開発フィロソフィーと称して、本人からのメッセージが掲載された。
  - グレード体系は「3G83エンジン」「コラムシフト3速AT」に、標準仕様の「M（2WD/4WD）」か、アルミホイールやルーフスポイラー等が装着された「M+Xパッケージ（2WD/4WD）」を組み合わせた4グレードであった。
- 2002年5月7日 - 特別仕様車追加。
  - ブラック基調にシルバーのアクセントを施した内装を採用した「ブラックインテリアエディション」[注 2]を発売。
- 2002年9月2日 - eKスポーツを追加、販売開始。
  - グレード体系はeKワゴンと同一のNAエンジンにコラム3速ATを搭載する「Z」とインタークーラーターボエンジンにコラム4速ATを搭載した「R」の2グレード。
  - 同日にeKワゴンは全車にハイトアジャスター機能を、「M+Xパッケージ」にはブレーキアシストとABSを追加、燃費・動力性能・静粛性の向上、衝突安全強化ボディ「RISE（ライズ）」を採用し一部改良。特別仕様車として発売していた「ブラックインテリアエディション」は標準グレード化された。
- 2003年1月4日 - 特別仕様車追加。
  - 「M+ブラックインテリアエディション」をベースに、エクステリア・インテリアカラーをブルーでコーディネートすると共に、MD/CDチューナーアンプ+4スピーカー[注 3]、電動格納式リモコンドアミラー、リアワイパー[注 4]を追加し機能も充実させた「ブルースタイルエディション」を発売。
- 2003年2月1日 - 仕様変更、グレード追加。
  - ekスポーツのターボモデル「R」をベースに専用レカロシート、ディスチャージヘッドランプを標準装備した新グレード「RS」を追加。このモデルではアクセントとして、サイドステップのekスポーツシンボルマーク（ブルーの楕円6つ）が1つだけ赤に変更され、リアの車名「ekSPORT」の「R」の文字が赤になっている。
- 2003年5月6日 - シリーズ累計20万台達成を記念して特別仕様車を設定。
  - 「M」をベースにCDチューナーアンプと青と白のツインキーレスエントリーキーを追加、電動格納式リモコンドアミラーをオプション設定した「M20 サンクスエディション（2WD/4WD）」。
  - 「M20 サンクスエディション」をベースに、コラムシフト4速ATへ仕様変更すると共に、電動格納式リモコンドアミラー、リア間欠式ウォッシャー&ワイパー、13インチアルミホイールを追加した特別仕様車「M20G サンクスエディション（2WD/4WD）」も発売された。
- 2003年5月26日 - eKクラッシィを追加、販売開始。
  - 「L」のみのモノグレード設定。
- 2003年8月20日 - eKワゴン・eKスポーツを一部改良。
  - eKワゴンは4AT車の新グレード「G」を追加するとともに3AT車の「M」も「超-低排出ガス（★★★）」認定を取得。CDプレイヤーを標準装備化（オーディオグレードアップシステムは廃止）、ボディカラーは新色2色を追加。
  - eKスポーツは従来発売されていた「Z」と「RS」を廃止しモノグレード化（「R」のみ）。「RS」で採用していたレカロシートとディスチャージヘッドランプはセットオプションとして追加された。
  - ワゴン・スポーツの共通装備として、クラッシィに採用しているUV&ヒートプロテクトガラスを、4WD車にはシートヒーターを追加。同時に2DINサイズのMD/CDプレーヤーと4スピーカー（2スピーカーに後席側2スピーカーを追加）、シースルーヘッドレストを採用。eKワゴンは内装色をブラックに変更、eKスポーツはディスチャージヘッドランプを追加した特別仕様車「サウンドビートエディション」を発売。仕様はeKワゴン3AT車の「サウンドビートエディションM」、eKワゴン4AT車の「サウンドビートエディションG」、eKスポーツのN/Aエンジン車「サウンドビートエディションX」、eKスポーツのターボ車「サウンドビートエディションR」の4仕様を用意した。
- 2003年8月30日 - ekワゴンに地域限定車発売。
  - eKクラッシィの2WD車をベースに専用設定色の「イエローソリッド」やメッキグリル、イエローとブラックのツインキーレスエントリーキーやドアを開けた時に応援歌の「六甲おろし」が流れるオルゴール、ピンストライプとロゴストライプ等を追加し、阪神タイガースファンに贈る仕様とした地域限定特別仕様車「阪神タイガースエディション」を発売。[注 5]
- 2003年11月5日 - ekスポーツに地域限定車発売。
  - eKスポーツをベースにeKクラッシィの「阪神タイガースエディション」に採用されていた装備に加え、スペシャルスピードメーターや阪神タイガース仕様の2DINオーディオ、ディスチャージヘッドランプなどを装備した地域限定特別仕様車「阪神タイガースエディション」を近畿地区のみ限定で販売。こちらは番号ステッカー2枚を成約プレゼントとして用意した。
- 2004年1月23日 - ekワゴンに特別仕様車発売。
  - eKワゴンの「M」をベースに、インパネとセンターパネル上部にブラックを施した専用内装とし、2DINサイズのMD/CDチューナーを追加と4スピーカー化、ABS、電動格納式リモコンドアミラー、2WD車にはリアワイパーも追加した特別仕様車「ブルームエディション」を発売。
- 2004年5月11日 - 全モデルで一部改良。
  - 「平成17年基準排出ガス50%低減（☆☆☆）」を取得し、eKスポーツはディスチャージヘッドランプを標準装備化。また、eKワゴンには「M」をベースにeKクラッシィの内装やイルミネーション付ネームプレート、電動格納式リモコンドアミラー、リアワイパー（2WD車のみ）を追加した特別仕様車「プレミアムエディション」を、eKスポーツにはオプション設定されているレカロ社製セパレートシートとシースルーヘッドレストを装備しお買い得価格に設定した特別仕様車「レカロエディション」をそれぞれ発売。
- 2004年5月25日 - eKアクティブを追加、販売開始。
  - グレード体系は自然吸気エンジン仕様の「V」とインタークーラーターボエンジン仕様の「VT」を用意。さらに、充実装備の特別仕様車「スペシャルカラーエディション」を全グレードに設定した。
- 2004年12月20日 - 全モデルで一部改良。
  - eKワゴンはフロントバンパー、テールゲートとリアコンビランプを変更し、「M」には5速MT車を追加。
  - さらに「M」は電動格納式リモコンドアミラーを、「G」はABSをそれぞれ標準装備化されたほか、大幅に仕様が変更された。
  - eKスポーツとeKクラッシィはテールゲートとリアコンビランプを変更、eKクラッシィはさらにeKアクティブに採用の後席センターアームレストを追加。eKアクティブは「V」のホイールカバーを変更。eKスポーツとeKアクティブのステアリングのセンターパッドのデザインを変更。エアコンを改良し、冷暖房の性能を向上。これに併せてコントロールパネルを変更（風量調整が3段階から4段階へ）して、インストルメントパネルとの一体感を高めた。
  - 同日、eKスポーツとeKアクティブの特別仕様車「リミテッドエディション」を発売。eKスポーツは自然吸気エンジンに変更すると共に、足回りをeKワゴンと共通の仕様に変更。MD/CDオーディオと後席2スピーカーを追加すると共に、スペアキーをキーレスエントリー対応キーにした。eKアクティブはディスチャージヘッドランプ・MD/CDオーディオ・後席2スピーカー・キーレスエントリー対応スペアキーを追加した。なお、自然吸気エンジンの2WD車は「平成17年基準排出ガス75%低減（☆☆☆☆）」を取得した。
- 2005年6月8日 - 日産自動車に、ワゴン・スポーツをオッティとしてOEM供給を開始。
- 2005年10月18日 - 倉敷ナンバーのご当地ナンバー認証を記念し、eKワゴンの「M」をベースに、ボディーカラーは倉敷市の特産品であるマスカットをモチーフとした「マスカットグリーン」を用意したほか、「く：空気清浄 （バイオクリアフィルター）」「ら:ラゲッジマット」「し：シートアンダートレイ」「き：キーレスエントリーキー」を標準装備とした地域限定特別仕様車「eK倉敷」を発売。岡山三菱自動車販売のみで100台の限定販売。
- 2005年11月[1] - eKクラッシィの生産を終了。在庫対応分のみの販売となる。
- 2005年12月20日 - 一部改良。
  - 全モデルに脱臭機能付クリーンエアフィルターを追加。さらに、eKワゴンでは「G」のシートをスウェード調の生地に変更し質感を向上すると共に、全車でこれまでオプションとなっていたハイマウントストップランプを標準装備化。eKスポーツはリアスピーカーを追加し、標準で4スピーカー仕様となった。eKアクティブはCDオーディオとカップホルダー付後席大型センターアームレストを追加。eKスポーツ、eKアクティブのディスチャージヘッドランプを廃止。eKスポーツ、eKアクティブの運転席前ネームプレート（イルミネーション付）が廃止。eKスポーツのサイドエアダムのシンボルマークのステッカーを廃止。同日にeKスポーツにはレカロ社製フロントシートを採用しながらも価格を抑えた特別仕様車「レカロエディション」を発売。
  - eKクラッシィは今回改良を機に販売終了となった。
- 2006年8月[2][3][4] - 残りの全グレードの生産終了。在庫対応分のみの販売となる。
- 2006年9月13日 - 2代目と入れ替わる形で販売終了。ekアクティブは廃止された。

初代モデルは単純かつ素朴なデザインが評価され、デビュー年次の2001年度グッドデザイン賞（商品デザイン部門）では軽自動車で唯一受賞を果たした。生産台数は50万511台。

### eKワゴン
eKシリーズで初めに販売された車種。基本機構をミニカおよびトッポBJから流用し、当初はコラム式3速ATのみの設定で、4WDは選べるものの、当初はターボは用意されていなかった。ルームライトやミラーについて、ダイハツ・ムーヴの部品を流用する等、実用的な軽乗用車全体的に見ても極めて異例なほどの割り切った仕様により安価を実現。インパネは、最初から2DINオーディオスペースが採用されていた（のちに三菱製軽自動車は全車2DINとなる）。ベーシックで性別や年齢を問わないデザインや、同時期に発売されたSUVのエアトレック同様機械式駐車場に入る1,550mmに抑えた全高が特徴。また、三菱の販売チャネル統合前はカープラザ店で取り扱っていた唯一の軽自動車でもあった。センターメーターが採用されており、MT車も設定されていた。

### eKスポーツ（初代）
| eKスポーツ（後期型） |  | eKスポーツ（後期型） |
| eKスポーツ（後期型） |  |                      |

2002年9月追加、販売開始。eKシリーズのスポーツモデル。スポーティーな外観に仕立てている。アナログスピードメーターのみのワゴンとは異なり、デジタルスピードメーターとアナログタコメーターを装備する。自然吸気エンジンのほかeKシリーズで初となるターボエンジン、レカロシートがラインナップされた。トランスミッションはすべてコラム式ATを採用しており、MTは開発段階から未採用となっている。
- [Z]155/65R13　[R]2WD　※155/55R14、4WD 165/55R14　各アルミホイール装備
- [R]は　※コラム式4AT、ターボ仕様、専用マフラー、ABS、前輪ブレーキと干渉するため13インチは装着不可。

14インチアルミホイールはENKEI製で、中心部は三菱マークの入ったプラキャップでナットが覆われていた。
- 後部扉の下と後部ナンバーの下に楕円が6個（各箇所とも横3列、縦2段）組み合わさった模様がある。
- ヘッドライトは専用の4灯式ハロゲンヘッドライト。オプションでディスチャージランプ（ロービーム）に変更可能。
- 運転席&助手席エアバッグ。
- ダッシュボードにフロントスピーカー収容。
- 運転席前にロゴの入ったランプ。
- パーキングブレーキがフット式でベンチシート採用。
- アームレストに携帯電話用ポケット（当時は運転中携帯電話の規制が無かった。）
- 助手席の後部はブックポケット。
- タコメーターはアナログ表示で円形。速度、距離、燃料はデジタル表示であるが、それ以外はランプ表示。

### eKクラッシィ
| eKクラッシィ（後期型） |  | eKクラッシィ（後期型） |
| eKクラッシィ（後期型） |  |                        |

2003年5月追加、販売開始。2005年11月生産終了。同年12月販売終了。eKシリーズの上質系クラシックモデル。外装をクラシック調にした他、各種装備を上質化しeKワゴンと差別化している。遮音性の向上、サスペンションチューニングで快適性の向上も盛り込まれた。エンジンは自然吸気エンジンのみ。

### eKアクティブ（初代）
| eKアクティブ |  | eKアクティブ |
| eKアクティブ |  |              |

2004年5月追加、販売開始。eKシリーズのクロスオーバーSUVモデル。当時の軽自動車市場では珍しかった正式なクロスオーバーSUVとして発売された。メーター周りはeKスポーツと同じ。最低地上高の拡大やいわゆる｢ブーレイ顔｣の流れを汲む大型のバンパー、大径タイヤ、ビルトインタイプのルーフレールなどが特徴。エンジンは自然吸気エンジン（V）とターボエンジン（VT）を設定。最低地上高の拡大により、機械式駐車場に入らない可能性がある。
eKワゴン/eKスポーツのフルモデルチェンジと同時に販売終了。その後、eKワゴンの4代目へのフルモデルチェンジと同時に設定されたeKクロスが実質的な後継車となる。

### 日産車との関連
| タイプ             | タイプ            | 三菱・eKシリーズ            | 三菱・eKシリーズ         | 日産              |                   |
| 世代               | 世代              | 初代                        | 2代目                    | 共通              |                   |
| ------------------ | ----------------- | --------------------------- | ------------------------ | ----------------- | ----------------- |
| 軽セミトールワゴン | ノーマル          | eKワゴン （eK・WAGON）      | eKワゴン （eK・WAGON）   | オッティ （OTTI） | オッティ （OTTI） |
| 軽セミトールワゴン | スポーツ          | eKスポーツ （eK・SPORT）    | eKスポーツ （eK・SPORT） | オッティ （OTTI） | オッティ （OTTI） |
| 軽セミトールワゴン | クラシック        | eKクラッシィ （eK・CLASSY） | （なし）                 | （なし）          |                   |
| クロスオーバーSUV  | クロスオーバーSUV | eKアクティブ （eK・ACTIVE） | （なし）                 | （なし）          |                   |

## 2代目（2006年-2013年）H82W型

### 年表
- 2006年9月13日 - フルモデルチェンジ。目標月間販売台数は「ワゴン」、「スポーツ」合わせて6,000台。
  - インテリアではコラムシフトをインパネシフトに変更、助手席背もたれ部分にゴミ箱やトレーなどを追加装備できる「マルチポジションユーティリティー」を追加。エクステリアではフロントマスクのデザイン変更と、軽自動車初のLEDを用いたリヤコンビランプの採用を除き、初代モデルとほとんど変わらないキープコンセプトの外観となった。エンジン、サスペンション等も引き続き先代からのキャリーオーバーとなるため、前モデルのリファインモデルとも言える。駆動方式はeKワゴン、eKスポーツ共に2WDまたは4WDから選択できる。
  - （商用車ベースでない）軽乗用車で初のパワースライドドアを一部グレードで左側リアドアに装備（右側はヒンジドア）。2024年8月現在すべての軽自動車（生産）メーカーからスライドドア付きの軽トールワゴンが発売されているが、当時としては画期的であったうえ、同月時点でも車高1,600mmに満たない軽乗用車でスライドドアを装備しているのはこの2代目eK（及びオッティ）の他には3代目スズキ・アルト『スライドスリム』[6]のみである。スライドドアは、かつて同社が発売していたRVRと同じくボディ外側のレールが見えないインナーレール方式を採用し、リモコンでの開閉も可能。ただし、ヒンジドア仕様よりも開口部が狭いほか、給油口が同じ側にあるため、スライドドアを開けた状態では給油作業が不可能となる。ちなみに、スライドドア装着車は、グレードを示すアルファベットのあとに必ず「S」が付く。
  - eKスポーツには自然吸気エンジン仕様の「X」が追加された。
  - ハイクオリティオーディオ「ハイグレードサウンドシステム」や「三菱マルチエンターテイメントシステム（MMES）」を新たにメーカーオプションとして設定した。ハイグレードサウンドシステムは音にこだわる顧客向けに、6ポジションの8スピーカーシステム、6chパワーアンプによる360W大出力化、DSP（Digital Signal Processor）による音質チューニングを行った。アウトランダーでの高音質化のノウハウを活かし、ドア内部の開放穴を遮音材や制振材でふさいでドア自体をスピーカーボックス構造とするデッドニングも行っていた。MMESは、30GBのHDDを搭載し、わかりやすいナビゲーション機能と約4,000曲を録音可能なミュージックキャッチャーなど充実したオーディオ機能を一体化したものとなっている（クラリオン製「C11」）。
  - 2006年度グッドデザイン賞を受賞。
- 2006年12月20日 - eKワゴン「MS」をベースとした特別仕様車「Marble Edition」を発売。
  - 三菱の女性社員で構成する「FM Seeds」が企画段階から参加し、アンケート結果に基づきフロントセパレートシート、授乳時の目隠しや日差しから乳児を守るカーテン、ベビーカーを立てた状態で収納できるベビーカーホールドアタッチメント、ISO-FIX対応チャイルドシート固定用アンカー、専用オプションとしてルームミラー越しに後席を確認できる「赤ちゃん見えるミラー」や「キッズピロー」を設定した。
- 2007年6月19日 - eKスポーツに特別仕様車「Sound Beat Edition」を設定し、発売。
  - 「X」、「R」グレードをベースにメーカーオプションで設定している「ハイグレードサウンドシステム」を標準装備。ただしセットでMMESか「2DIN AM/FMラジオ付CD/MDプレーヤー」のどちらかを選ぶ必要がある。ボディカラーは専用のライトブルーメタリックを追加し、全7色で展開。
- 2007年9月6日 - 一部改良。
  - eKスポーツにスライドドアモデル「XS」・「RS」を追加。また、eKワゴン/スポーツ共にセキュリティーアラーム機能などを備えたETACS機能の設定やオプションのMMESの仕様変更（ワンセグ対応化とDVD/MP3再生機能を追加）を実施。
- 2007年12月25日 - eKワゴンの「M」と「MS」をベースとした特別仕様車「Bloom Edition」を発売。
  - 撥水機能付UV&ヒートプロテクトガラス（フロント）や親水機能付電動格納式リモコンドアミラー、2DINユニークオーディオ、ブレーキアシスト付ABS等を装備したボディカラーは専用色の「サクラピンクメタリック」を含む4色を設定。
- 2008年8月21日 - 一部改良。
  - フロントフェイスを一新すると共に、eKワゴンの「MS」・「GS」はワッフルタイプの新デザイン生地を採用。また、eKワゴンはボディカラーに「Bloom Edition」の専用色だった「サクラピンクメタリック」や「ミントグリーンソリッド」、「サンフラワーイエローソリッド」、「ダークブルーマイカ」の4色を追加。また、燃費性能に優れた充実モデル「MX」を追加。全モデルでマップランプを標準装備化すると共に、ETACS機能も運転席ドア限定アンロックなどを追加し強化された。また、eKワゴンの「マーブルエディション」もベース車に準じる変更を行った。
  - バックドアに装着される「eK・WAGON」の車名エンブレムは、ekスポーツを除く後期型ではシールタイプとなった。
- 2009年7月30日 - 一部改良（発売は8月19日）。
  - NAエンジンの2WD・4AT車でエンジンとATの制御見直し、ならびに全てのNAエンジン車で走行抵抗の低減を行い、燃費を向上。これに伴い、2WD・5MT車が「平成22年度燃費基準+20%（現在は平成27年度燃費基準達成）」を、2WD・4AT車と4WD・5MT車で「平成22年度燃費基準+15%」を達成。ボディカラーはオプションカラーとして「ラズベリーレッドパール（eKワゴン専用）」と「ミスティックバイオレッドパール（eKスポーツ専用）」を追加し、オプションのMMESは省電力・耐衝撃性に優れたSSD仕様に変更。同時にeKワゴン「MX」をベースに装備を厳選し、2WD車は99.8万円のお買い得価格に設定したeKワゴン特別仕様車「Limited」を発売。
- 2010年1月25日 - eKワゴン特別仕様車「Joy Field」を発売。
  - 「M」・「MX」をベースに、サイドターンのクリアレンズやメッキドアミラーを採用した。また、初回車検前までの1年毎の法定点検や6か月毎の安心点検、さらには、エンジンオイル・オイルエレメント・フロントワイパーのゴム等の消耗部品の無料交換・補充を行う「ハーティプラスメンテナンス I しっかりパック」が無料で付与される。
- 2010年8月5日 - 一部改良。
  - メーター部分に低燃費運転をサポートするECOランプを追加。eKスポーツのボディカラーは「ミディアムグレーメタリック」に替わり、「チタニウムグレーメタリック」を追加。さらに、5年目以降の車検入庫時に保証延長点検（24か月定期点検相当）を受けることを条件に適用される「最長10年10万km特別保証延長」の対象車種となった。
  - 同年1月に発売したeKワゴン特別仕様車「Joy Field」はカタロググレードと同様の一部改良を受け、販売を継続する。
- 2010年12月20日 - eKワゴン「M」の5MT車および「MX」をベースに、7インチワイドディスプレイSSDナビゲーション（MMES）を標準装備し、メッキタイプのドアミラーとクリアタイプのサイドターンランプを採用して統一感を高めた特別仕様車「Navi Collection」を発表（2011年1月11日販売開始）。
- 2011年11月 - 仕様変更。
  - グレード体系の整理に伴い、eKワゴン「MS」とeKスポーツ「XS」・「RS」を廃止。メーカーオプションの「ハイグレードサウンドシステム」を廃止。「スポーティパッケージA」および「スポーティパッケージB」が新設。eKワゴンのボディーカラー「ペールベージュソリッド」、「サンフラワーイエローソリッド」、「ダークブルーマイカ」の3色が廃止。（eKスポーツのボディカラーに変更無し）
- 2012年7月6日 - 一部改良。
  - 安全に関する法規制強化に対応し、ヘッドレストを大型化、ISO-FIXチャイルドシートアンカーを装備。ekスポーツ「X」、「R」のルーフアンテナがピラーアンテナに変更。同モデルのウォッシャーノズルが2個から1個へ変更。
- 2013年2月27日 - スポーツモデル「ロアコンプリート」生産終了。
- 2013年5月[7] - ワゴンの生産終了[出典無効]。在庫対応分のみの販売となる。
- 2013年6月 - 3代目と入れ替わりで販売終了。

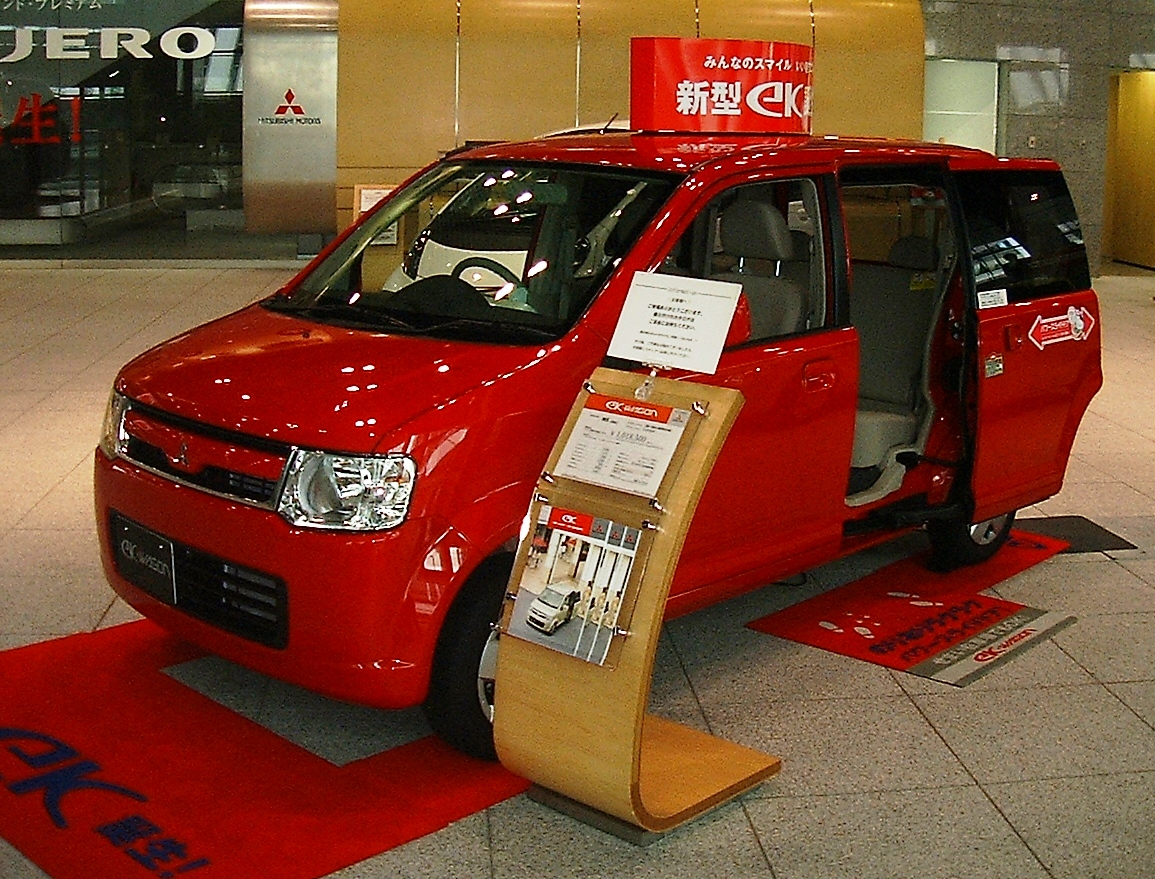
スライドドア仕様（前期型)
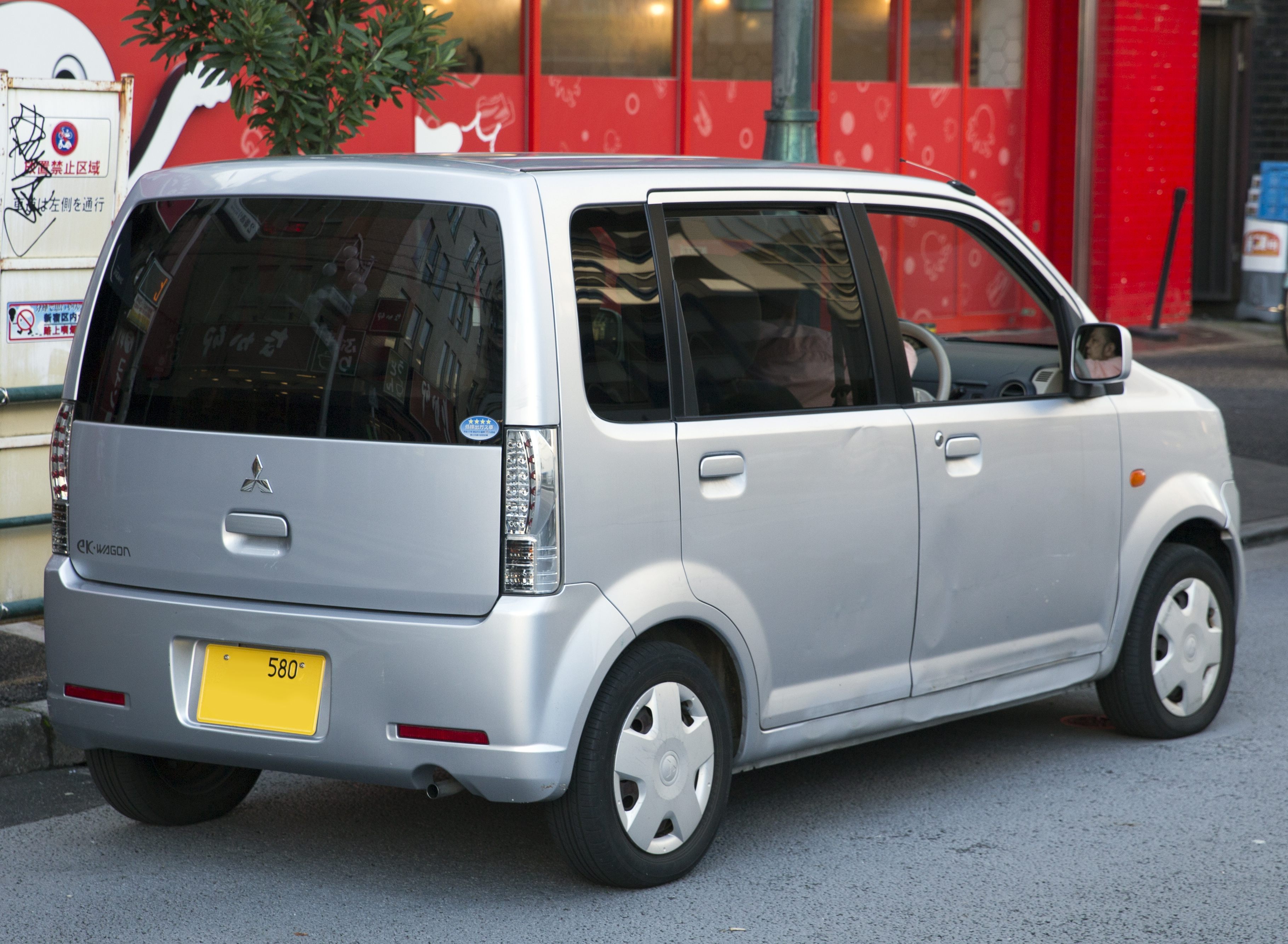
後期型 リア

### eKスポーツ（2代目）
| ekスポーツ（左:初期型、右:後期型） |  | ekスポーツ（左:初期型、右:後期型） |
| ekスポーツ（左:初期型、右:後期型） |  |                                    |

eKワゴンのスポーツモデル。デザインが異なるボリカーボネイト製フロントグリル、ディスチャージヘッドランプ、フロント/サイド/リアエアダム、ルーフスポイラー、アルミホイール、ハイブリッドメーター（アナログ&デジタル）を標準装備とする。また、先代と同様にレカロシートをメーカーオプションで用意する。
なお、14インチタイヤを標準装備とするグレード（R）は、全高が1,570mmとなるため機械式駐車場に入庫できない場合もある。当初eKワゴンで採用された電動スライドドアモデルは用意されていなかったが、後に追加された。eKワゴンのフルモデルチェンジにより販売終了。後継車はeKカスタム（後述）。

## 3代目（2013年-2019年）B11W型

### 年表
- 2013年3月8日 - 日産自動車と日本国内での軽自動車事業に関わる合弁会社として設立したNMKVが両社向けに商品企画・開発を行った新型軽自動車のエクステリアデザインを公表[8]。
- 2013年4月18日 - 予約注文の受付を開始[9]。
- 2013年5月20日 - 水島製作所でオフライン式を実施[10]。
- 2013年6月4日 - eKと日産・デイズのハイマウントストップランプに不具合があるとして、国土交通省にリコールを届け出た[11]。
- 2013年6月6日 - 公式発表・販売開始[12]。キャッチフレーズはワゴンが「ウツクシeK」、カスタムが「カッコeK」で、CMキャラクターはワゴンは井川遥、カスタムが佐藤健。ワゴンのCMソングはさかいゆう「薔薇とローズ」。
  - 先代から全高70mm、ホイールベースを90mmそれぞれ拡大してトールワゴンに転換。前席と後席のスペースも107mm拡大され、後席の快適性も高められた。
  - エンジンはi用のMIVECエンジン「3B20型」をベースにフリクション低減や燃費改善などを行った新世代のものに置換されたほか、三菱製の軽自動車では初となる副変速機構付CVT「INVECS-III CVT」[注 9]を搭載し、eKワゴン「E」・eKカスタム「T」を除く2WD車に減速時（約13km/L以下）からエンジンを自動停止するコーストストップ機能付オートストップ&ゴー（AS&G）[注 10]を採用。ターボチャージャーはこれまでの三菱重工業製の「TD」シリーズからより軽量なIHI製の「RHF25」型に切り替えられた[13]。さらに、高張力鋼板の採用拡大や空気抵抗を低減するバンパーの採用などで燃費を大幅に向上したことで、NA車はAS&Gの有無や駆動方式を問わず「平成27年度燃費基準+20%」を達成。ターボ車でも2WD車は「平成27年度燃費基準+10%」、4WD車は「平成27年度燃費基準」をそれぞれ達成した。
  - サイドのデザインは「トリプルアローズライン」を採用しており、フロントグリル中央に配したスリーダイヤを起点にヘッドランプからフロントフェンダーに配した上部ライン、フロントバンパーからL字型リアランプに配した中央のライン、ハイライトのアクセントをつけたボディ下部に配したラインによってボディ全体に抑揚を効かせ、これまでの軽自動車にはなかった立体的で上質感のあるデザインとした。装備面ではeKワゴン「E」を除く全車で軽自動車初となるタッチパネル式のオートエアコンや三菱製軽自動車初となる99%UVカットガラス（フロントドアガラス）を採用したほか、一部のグレードにはシフトレバーを「R」に入れるとルームミラーに内蔵したモニターから車両後方の映像が確認できるリヤビューモニター付ルームミラー、急勾配での坂道発進時にブレーキペダルからアクセルペダルに踏み換える間の最大約2秒間ブレーキ状態を保持するヒルスタートアシスト、キーを身に着けていればドアゲートやテールゲートのスイッチを押すだけで開錠・施錠ができ、さらに、エンジンスイッチを押すだけでエンジン始動・停止もできるエンジンスイッチ+キーレスオペレーションシステムも装備した[注 11]。先代にあったスライドドア仕様車は、派生モデルのeKスペース全車に両側スライドドアを採用する形で未設定。エクステリアは日産とデザインコンペで争った結果、三菱案が採用され、その案をベースにNMKVが三菱向けに仕上げている。
  - グレード体系は、eKワゴンでは新設の2WD専用廉価グレード「E」、基本グレード「M」、上級グレード「G」、eKカスタムは2WD専用基本グレード「M」、上級グレード「G」、ターボ車「T」の各3グレードずつ、計6グレードを用意する。ボディカラーは新色となる「チェリーブラウンパール（オプションカラー）」、「ブリリアントターコイズメタリック」、「パープリッシュネイビーパール（オプションカラー）」を含む8色を設定する。
  - 全高が高められたため、一般的な機械式立体駐車場（高さ制限1,550mm）への入庫が不可能となり、本車デビュー当時から2017年3月現在まで生産されている三菱製軽自動車で機械式立体駐車場に入庫可能な車種は消滅した。併せて、eKシリーズのフルモデルチェンジに合わせて軽自動車のラインナップ集約を行い、iとトッポが生産を終了した（在庫分は同年9月27日まで販売された）。これにより、軽商用車のミニキャブ（ガソリン車のみ2014年2月27日をもって自社生産分の新車販売を終了）との2本体制となる。
- 2013年7月8日 - 発売から約1ヵ月後の7月7日時点で、販売目標台数の5,000台/月の3.6倍に相当する18,000台を受注したことを発表。eKワゴンとeKカスタムの比率は半数ずつ、eKワゴンは基本グレードの「M」が一番人気で、eKワゴン全体の半数（2WD車38%、4WD車12%）を占める。一方、eKカスタムはeK全体でも唯一のターボ車「T」が一番人気となっている[14]。
- 2013年10月17日 - 福祉車両「ハーティラン」シリーズの新ラインナップとして、eKワゴンに「助手席回転シート仕様車」と「助手席ムービングシート仕様車」を設定[15]。
  - 共通装備としてシート組み込み式のフットレストと着座姿勢を支える胸部固定ベルトを装備。また、前席はセパレートタイプのシートとなる。前者は簡単な手動操作で助手席を外側に55度回転させることで車両への乗り降りをサポート。後者は電動で助手席を外側に95度回転し、スライドダウンさせることでより一層乗り降りをしやすくしたほか、リモコンスイッチ、シート組み込み式アームレスト、車いす固定用ゴムネットを追加装備した。
- 2014年6月24日 - 一部改良[16]。
  - NA・2WDのAS&G搭載車に減速時の運動エネルギーを利用して発電し、発電した電力をニッケル水素電池に蓄えて電装品に供給する「アシストバッテリー」を新たに搭載し、JC08モード燃費を30.0km/Lに向上。併せて、NA車はCVTの仕様を最適化し、エンジンの吸気ダクトを改良したことで動力性能も向上した。
  - ボディカラーは新たに「レッドメタリック」と「ショコラブラウンパール（eKカスタム専用色、オプションカラー）」（デイズでは、「スカーレットメタリック」と「モカブラウンパール」）を追加。eKワゴンは「M」・「G」にブラック内装のオプション設定（タコメーターを含めた他の装備とのセットオプション）が追加されたほか、全グレードのアンテナをeKカスタムと同じルーフアンテナに変更。「E」はメーカーオプションだったリアワイパーが標準装備され、手動格納式だったドアミラーが電動格納式に変更。「G」は電動格納式リモコンドアミラー（カラード）にLEDサイドターンランプを追加した。eKカスタムは「G」・「T」にマルチアラウンドモニター（バードアイビュー機能付）のオプション設定を追加した。eKカスタムのフォグランプ周囲にメッキ加飾を追加。
- 2014年12月4日 - 新グレードとして、eKワゴンに「E e-Assist」・「M e-Assist」・「G e-Assist」、eKカスタムに「M e-Assist」・「G e-Assist」・「T e-Assist」を追加[17]。
  - 「e-Assist」は、約5km/h〜約30km/hの低速走行時にレーザーレーダーで前方の車両を検知し、衝突の危険がある時にはブザー音とメーター内の警告灯で注意喚起し、自動ブレーキで衝突の回避あるいは衝突被害の軽減を図る低車速域衝突被害軽減ブレーキシステム（FCM-City）、停車時から約10km/h以下の走行時にレーザーレーダーが前方約4m以内に障害物や車両が検知している状態で踏み間違いなどの操作ミスでアクセルペダルをすばやく強く踏み込んだ時にブザー音とメーター内の警告灯で注意喚起すると同時に、エンジン出力を抑制して発進を緩やかにすることで衝突被害の軽減を図る誤発進抑制機能の2点で構成されており、同時に、アクティブスタビリティコントロール（ASC）とフロントスタビライザーも標準装備されるほか、eKワゴン「E e-Assist」とeKカスタム「T e-Assist」ではヒルスタートアシストとブレーキアシストも標準装備される。
- 2015年10月22日 - マイナーチェンジ[18]。
  - 「G」およびeKカスタム「T」の「e-Assist」搭載グレードにおいて、新たに、軽自動車で初採用（同時にデイズにも採用）となるオートマチックハイビーム、オートライトコントロール、マルチアラウンドモニター（バードアイビュー機能付）を追加し、グレード名を「G Safety Package」および「T Safety Package」に改名。「T Safety Package」はeKワゴンにも拡大設定された。一方で、eKワゴンの「E e-Assist」とeKカスタムの「T」を廃止した。
  - 外観は共通でアルミホイール装着車は8本スポークの14インチアルミホイールを採用するとともに、リアコンビランプをLED化。eKワゴンはフロントバンパーのデザインを変更し、アッパーグリル幅を上下に拡大するとともに、左右下部にガーニッシュを追加。「G」系と「T Safety Package」はヘッドライトをディスチャージヘッドライト（光軸自動調整機構付）に変更した。ボディカラーを見直し、「チェリーブラウンパール（オプションカラー）」・「パープリッシュネイビーパール（オプションカラー、eKカスタム専用色に移行）」・「ブリリアントターコイズパール」を廃止する替わりに、「ポピーレッドメタリック」・「ウォーターブルーメタリック」・「シトラスイエローソリッド」を新設定した。内装は共通でセンターパネル下にセンターオープントレーを追加したほか、eKワゴンはシート生地をスエード調トリコット生地に替え、ブラウンと明るいアイボリーの2トーン仕様に変更するとともに、「E」と「M」はスピードメーターのデザインを変更。eKカスタムはパワーウィンドウスイッチパネルにメッキ調ラインモール加飾を追加し、「T Safety Package」はステアリングホイールをピアノブラックと左右のメッキモールで構成した新デザインに変更した。
  - 燃費性能も向上し、NAエンジン車は「E」を除く全車で電子制御サーモスタッドの採用やCVT制御の見直しを行ったほか、4WD車とターボ車「T Safety Package」にはオートストップ&ゴー（コーストストップ機能付）やアシストバッテリーを新搭載したことで全車で燃費を向上し、NA・4WD車と「T Safety Package」の2WD車は「平成32年度燃費基準+10%」、「T Safety Package」の4WD車も平成32年度燃費基準をそれぞれ達成した。併せて、ショックアブソーバーの減衰力とEPS制御を最適化したことで、乗り心地やパワーステアリングの取り回し性を向上。フロントウィンドシールドとフロントドアにはIRカット機能を追加した。さらに、一部グレードは装備内容が充実し、eKワゴン「E」はこれまでメーカーオプション設定だった電動格納式リモコンドアミラー（カラード）、ラゲッジルームランプ、リバース連動リアオートワイパー&ウォッシャーが、eKカスタム「G（Safety Packageを含む）」と「T Safety Package」はこれまでメーカーオプション設定だったステアリングオーディオリモコンスイッチとツィーターをそれぞれ標準装備化した。
- 2016年4月20日 - eKシリーズの燃費に偽装があり、実際よりも良い数値を届け出していた旨を発表。これにより、当分の間、eKシリーズ（日産自動車のデイズシリーズも含む）の製造及び販売を停止。同時にeKシリーズのホームページも一時閉鎖される。
- 2016年6月21日 - 国土交通省による再確認結果を公表。燃費が再測定車種最大で16%乖離していた反面、排ガス値や保安基準などは国の基準を満たしていたことが明らかになった。
  - 国交省は、三菱自動車に対し燃費の修正指示を指示。ekシリーズ全車種の型式指定の取り消しは行われないことになった[19][20]。それを受けて、三菱自動車は燃費を修正した[21]。
  - 燃費修正に伴い燃費基準ラベルが変更され、現行モデル（2015年10月マイナーチェンジモデル）では、eKワゴンの「M（e-Assistを含む）」と「G（Safety Packageを含む）」の2WD車、eKカスタムの「G（Safety Packageを含む）」の2WD車と「M」は平成32年度燃費基準達成、eKワゴン「T Safety Package」の2WD車と「E」、eKカスタムの「T Safety Package」の2WD車は「平成27年度燃費基準+10%」達成、eKワゴンの「M（e-Assistを含む）」と「G（Safety Packageを含む）」の4WD車、eKカスタムの「G（Safety Packageを含む）」の4WD車は「平成27年度燃費基準+5%」達成、eKワゴン・eKカスタム「T Safety Package」の4WD車は平成27年度燃費基準達成となった。
- 2016年7月4日 - 注文受付及び生産・販売を順次再開[22]。
- 2017年1月26日 - 一部改良[23]。
  - ボディカラーのラインナップを見直し、eKワゴンは「サクラピンクメタリック」と入れ替えで「コーラルピンクマイカ」を追加、eKカスタムは「ショコラブラウンパール（オプションカラー）」と入れ替えで「ライトニングブルーマイカ」を追加した。また、eKワゴン・eKカスタムそれぞれの「T Safety Package」にはクルーズコントロールが装備されたほか、eKワゴン「E」にはリアドア・リアクォーター・テールゲートのガラスがプライバシーガラスに変更された。
- 2017年10月6日 - 一部改良ならびにeKワゴン特別仕様車「M PLUS Edition」・「M e-Assist PLUS Edition」を発売[24]。
  - 従来は一部グレードに装備されていたASCとフロントスタビライザーをeKワゴンの「E」・「M」・「G」およびeKカスタム「G」にも拡大して標準装備化され、さらに、eKワゴン「E」は唯一非装備だったヒルスタートアシストとブレーキアシストも新たに標準装備された。
  - 特別仕様車は、「M」および「M e-Assist」をベースに、ステアリングオーディオリモコンスイッチとリアスピーカーを特別装備。また、本仕様車の購入特典として、特別仕様車専用ワイド2DINナビゲーション（ハイスペックモデル）が贈呈される。
- 2017年12月21日 - eKカスタム特別仕様車「ACTIVE GEAR」を発表、同日より販売開始[25]。
  - デリカD:5、アウトランダー、RVRに続くシリーズ第4弾として設定されたもので、ターボ車の「T Safety Package」をベースに、外観はフロントグリルにオレンジ色のアクセントラインが配され、ドアミラーをオレンジに、15インチアルミホイールをブラックにそれぞれ変更されたほか、フロントバンパー、スポイラー類（サイドおよびルーフ）、テールゲートに専用デカールを装着。内装は本革巻ステアリングホイールにオレンジ色のステッチが施された。また、ディーラーオプションとして、「ACTIVE GEAR」ロゴのアルミホイールデカールと専用フロアマット（オレンジ&ブラック）で構成された「ACTIVE GEAR コンプリートパッケージ」が設定された。ボディカラーは「チタニウムグレーメタリック」と「ホワイトパール（オプションカラー）」の2色で、ルーフをブラックマイカとした専用2トーン仕様で設定される。
- 2018年5月28日 - eKスペースと共に一部改良、同日より販売開始[26]。
  - 「e-Assist」が改良され、従来の「FCM-City」はレーザーレーダーからフロントカメラに代替、対車両の作動車速域の拡大と対歩行者検知に対応する改良により衝突被害軽減ブレーキ（FCM）に、誤発進抑制機能はセンサーをレーザーレーダーに代わりフロントカメラとソナー（前後4ヶ所に設置）化され、障害物へは後退時にも作動するとともに、軽自動車で初となる前進時の対歩行者検知機能も追加され、同時に出力制御に加えてブレーキ作動も加わり「踏み間違い衝突防止アシスト」にそれぞれ強化され、2点共に全車標準装備となった。ワゴン・カスタムの「G Safety Package」・「T Safety Package」には車線逸脱警報システム（LDW）が新たに標準装備された。
  - 特別仕様車はベース車の改良を受けて継続販売される。カスタム「ACTIVE GEAR」はボディカラーに「ブラックマイカ」が追加、ホイールセンターキャップのスリーダイヤをブラックからメッキ調に変更、センターパネルに「ACTIVE GEAR」専用デカールが追加する改良も行われた。「PLUS Edition」はラインナップが拡大され、新たにワゴン「G Safety PLUS Edition」とカスタム「T Safety PLUS Edition」が追加された。
  - ボディカラーは銀系の「クールシルバーメタリック」を「スターリングシルバーメタリック」に入れ替えるとともに、eKワゴン専用色は「ポピーレッドメタリック」に替わり、新色の「オークブラウンメタリック（オプションカラー）」が追加された。なお、グレード体系が一部変更となり、ワゴン「M」・「G」、カスタム「G」、ワゴン特別仕様車「M PLUS Edition」がワゴン「M e-Assist」・「G Safety Package」、カスタム「G Safety Package」、ワゴン特別仕様車「M e-Assist PLUS Edition」にそれぞれ統合する形で廃止、ワゴン「E」は「E e-Assist」に改名され、ワゴン「E e-Assist」・「M e-Assist」・「M e-Assist PLUS Edition」にはFCMと「踏み間違い衝突防止アシスト」のレスオプションが設定された。
- 2019年2月[27] - 4代目モデルへ生産を切り替えるためオーダーストップ、生産終了。在庫対応分のみの販売となる。
- 2019年3月28日 - 4代目とバトンタッチして販売終了。

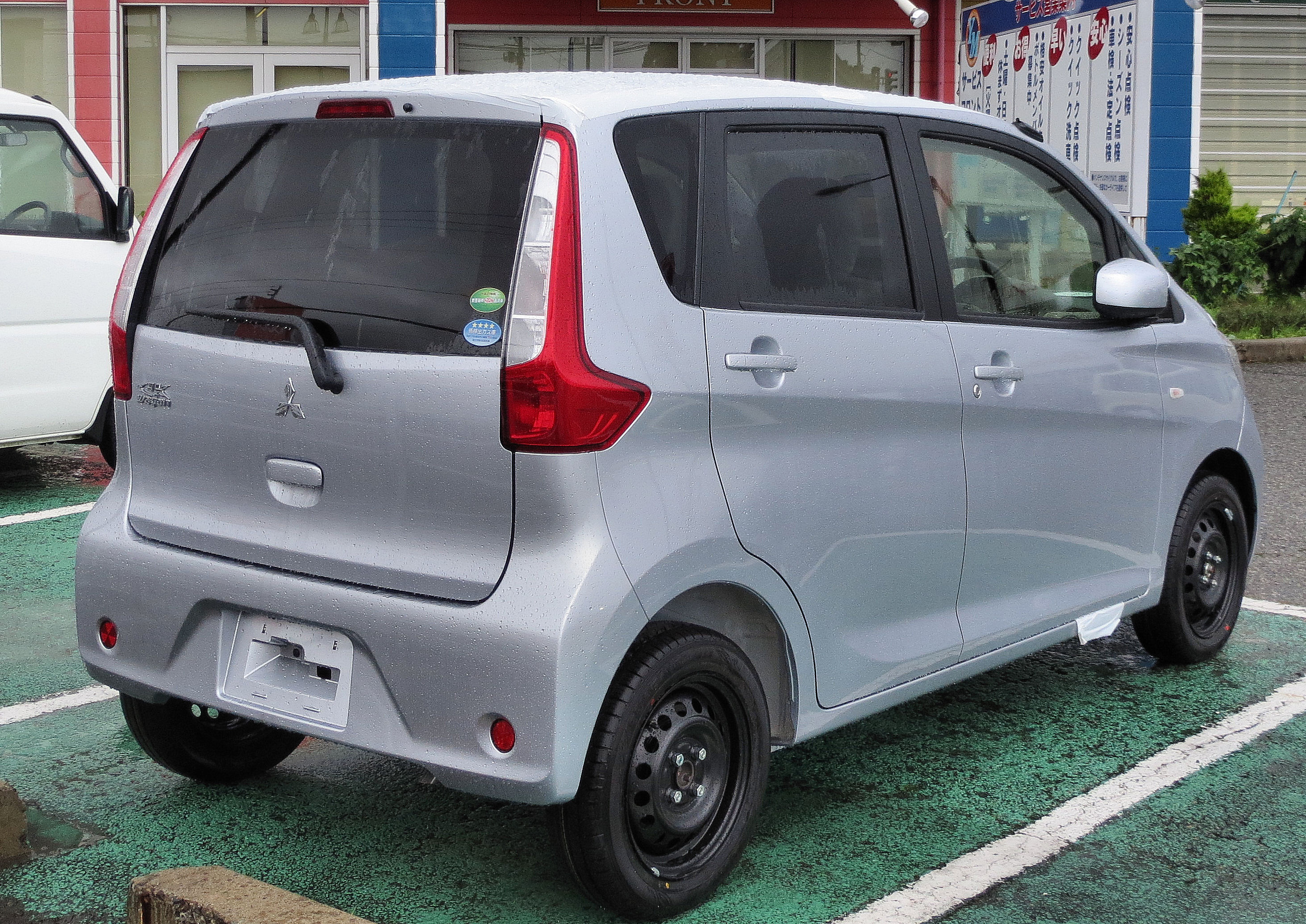
2013年6月販売型 M リア （2013年6月 - 2014年6月）
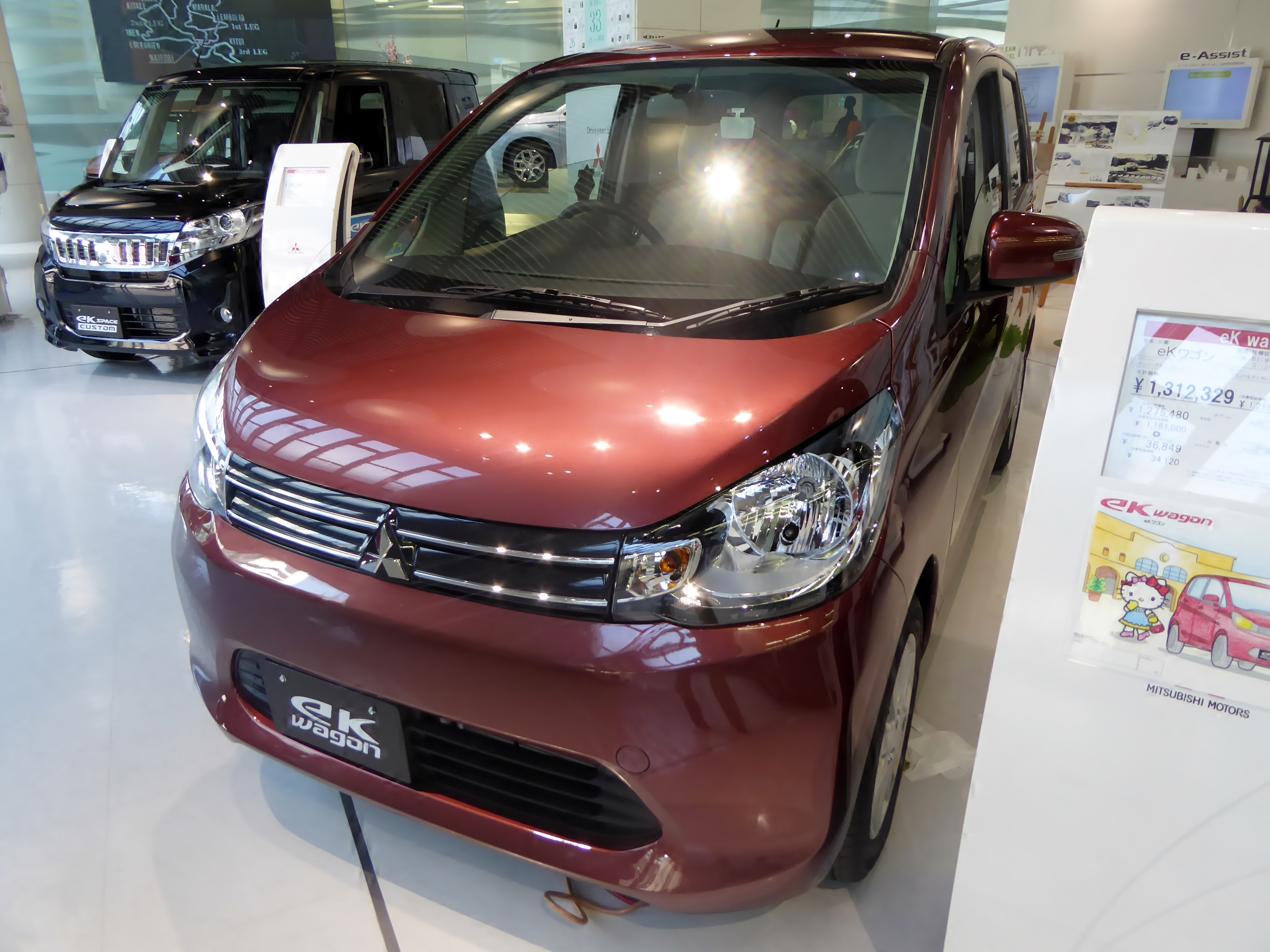
2013年6月販売型 eKワゴン G e-ASSIST （2014年12月 - 2015年10月）
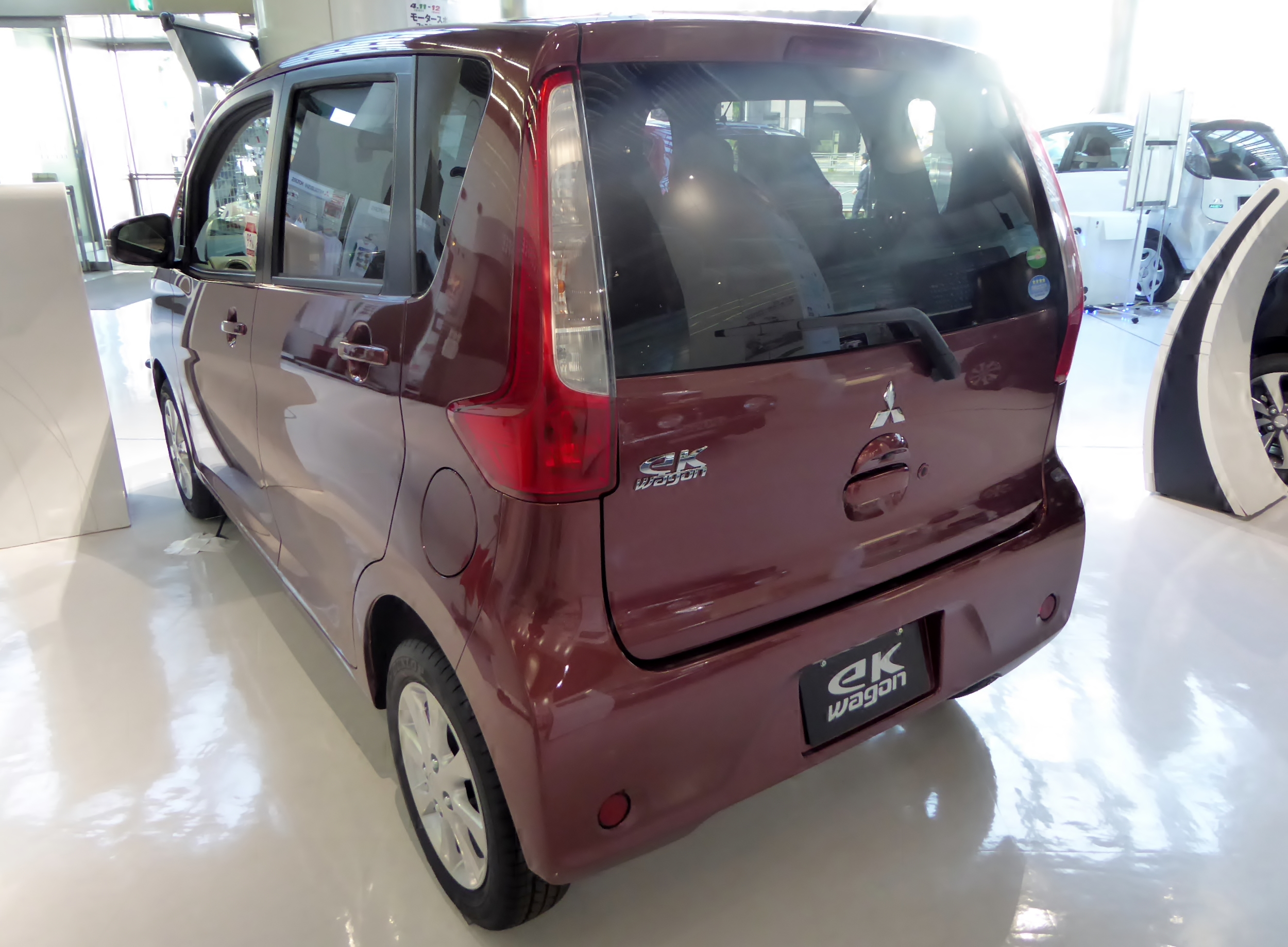
2013年6月販売型 eKワゴン G e-ASSIST リヤ
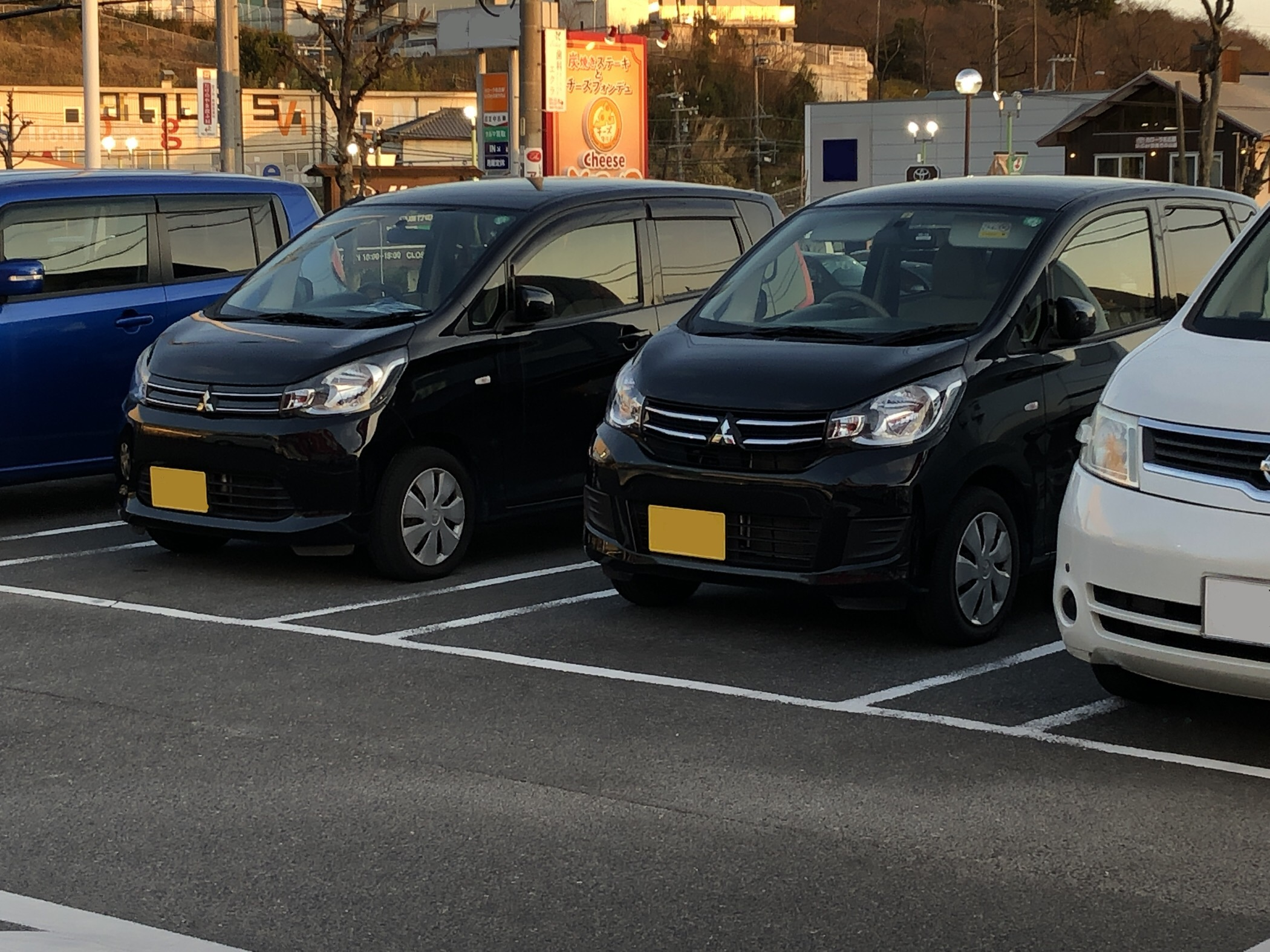
2013年6月販売型(左) 2015年10月改良型(右)

### eKカスタム
| 2015年10月改良型 eKカスタム T Safety Package |  | 2015年10月改良型 eKカスタム T Safety Package |
| 2015年10月改良型 eKカスタム T Safety Package |  |                                              |

2代目まで販売されていた「eKスポーツ」の後継車として設定されたスポーティモデル。eKシリーズ全体では3代目のスポーツモデルとなるが、「eKカスタム」としては当代が初代となる。フロントデザインは大型のクロムメッキグリルとディスチャージランプを組み込んだヘッドランプで精悍な印象としたほか、バンパーを大型化し、サイドエアダムやリアスポイラーを装備したことで力強さと安定感のあるデザインとしている。内装色はブラックをベースとし、シート生地には縦柄のスウェード調ファブリックを採用している。
2015年10月改良型はクロスオーバーSUVであるアウトランダーの2代目・2015年6月改良型で採用したフロントデザインコンセプト「ダイナミックシールド」を導入し、バンパーセンターをグロスブラックに変え、バンパー下部にはLEDイルミネーションを配してクロームメッキで縁取り、「T Safety Package」は15インチアルミホイールにダークグレー塗装と切削光輝処理を施した。
ボディカラーはeKワゴンとの共通カラー4色（ホワイトパール(オプションカラー)、スターリングシルバーメタリック、ブラックマイカ、レッドメタリック）と、eKカスタム専用色2色（パープリッシュネイビーパール(オプションカラー)、ライトニングブルーマイカ）の6色を設定する。
eKワゴンのフルモデルチェンジに伴い販売終了。前身のeKスポーツから続いたeKワゴン派生のスポーティモデルはこの代で終わることになった。

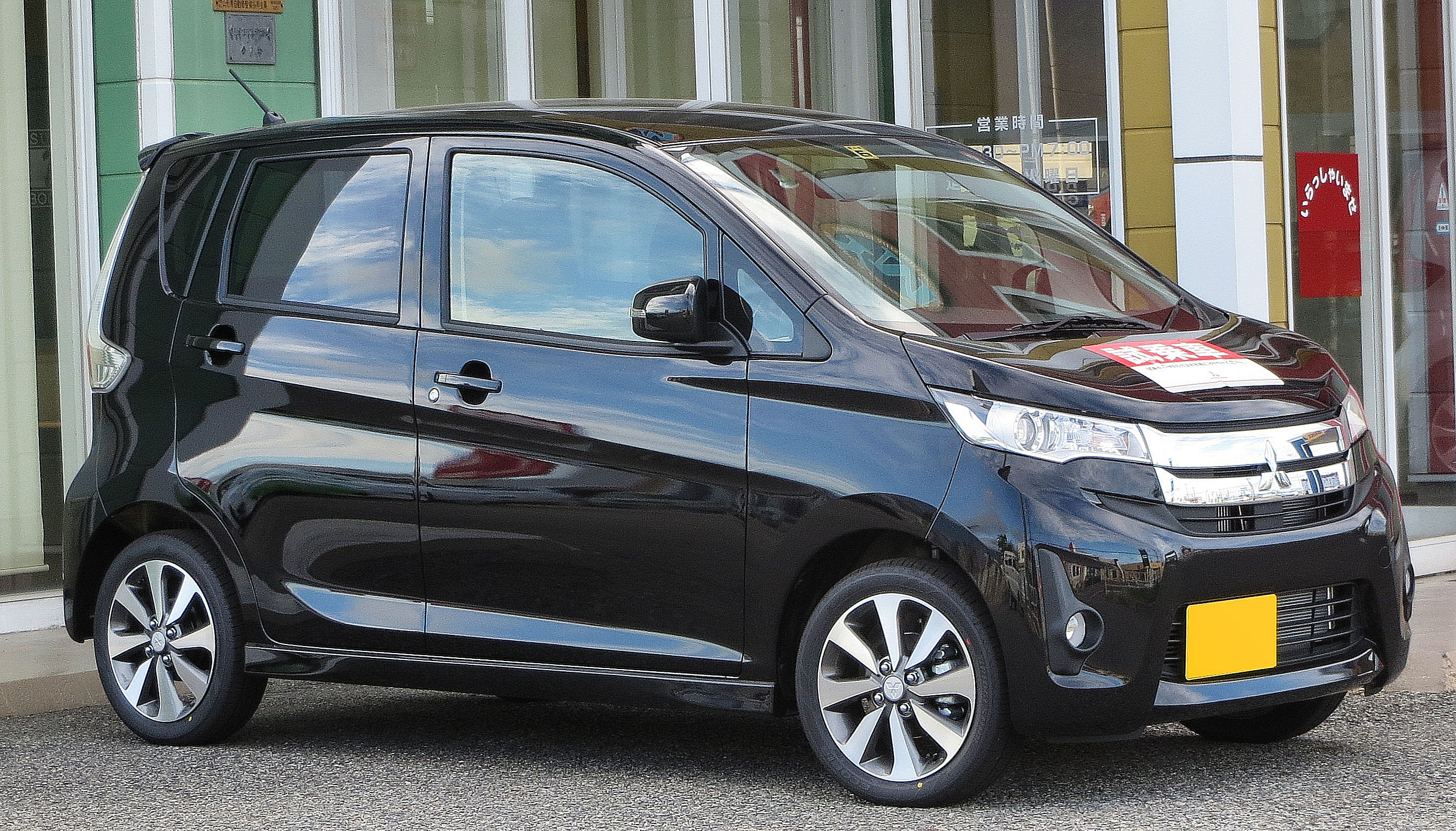
2013年6月販売型 カスタム T（2013年6月 - 2014年6月）
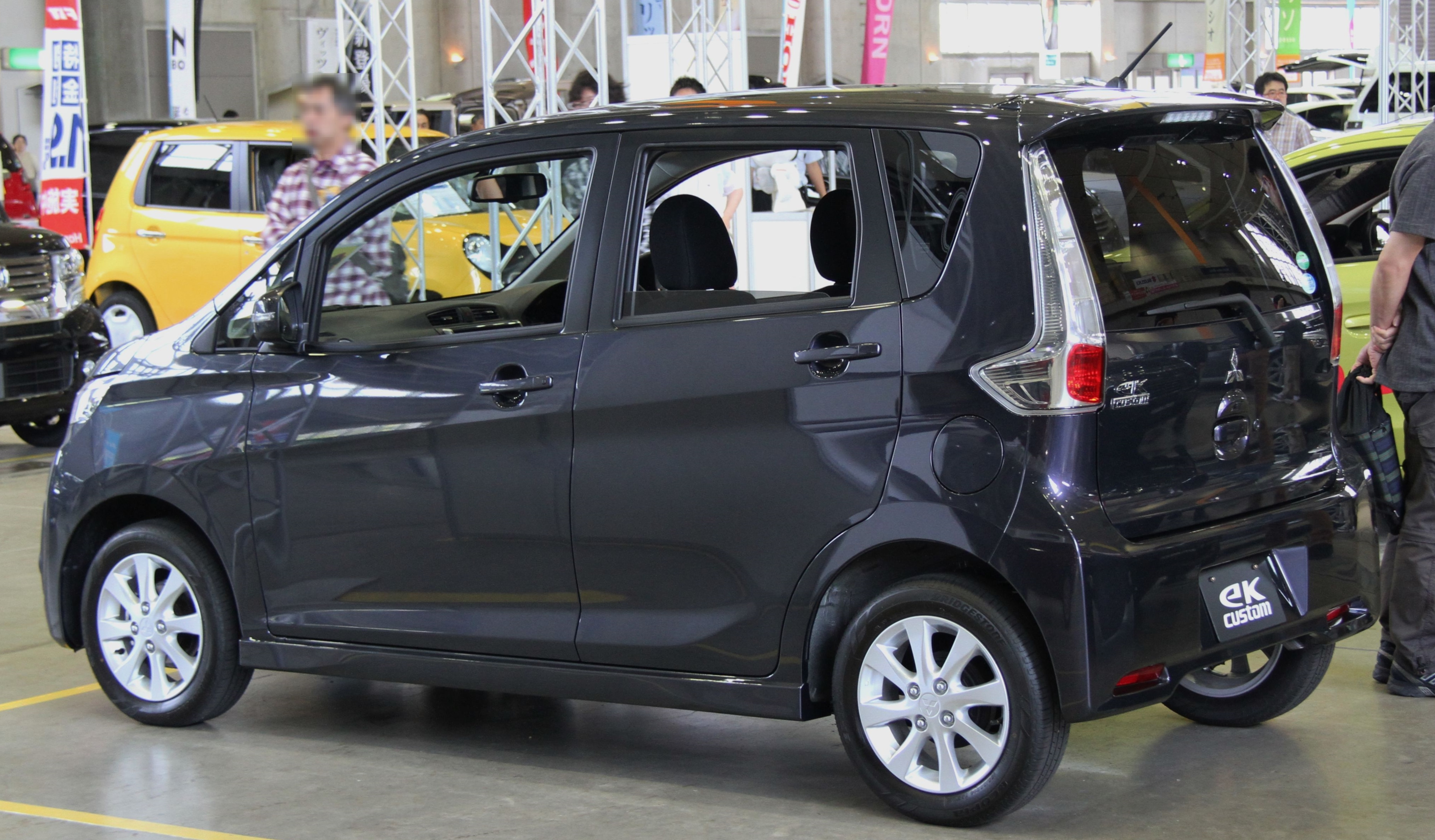
2013年6月販売型 カスタム G リア
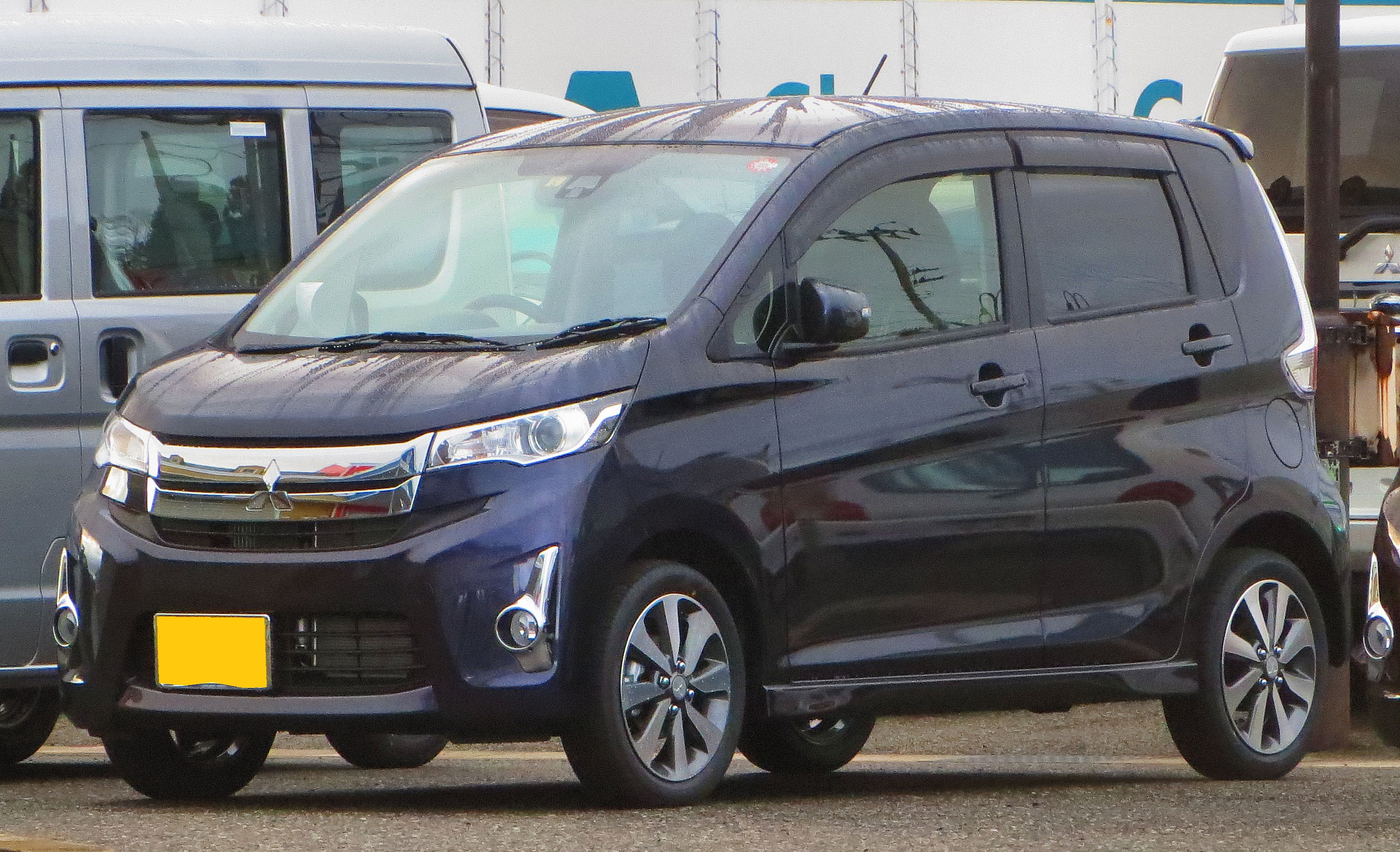
2014年6月改良型[注 12] カスタム T e-Assist（2014年12月 - 2015年10月）
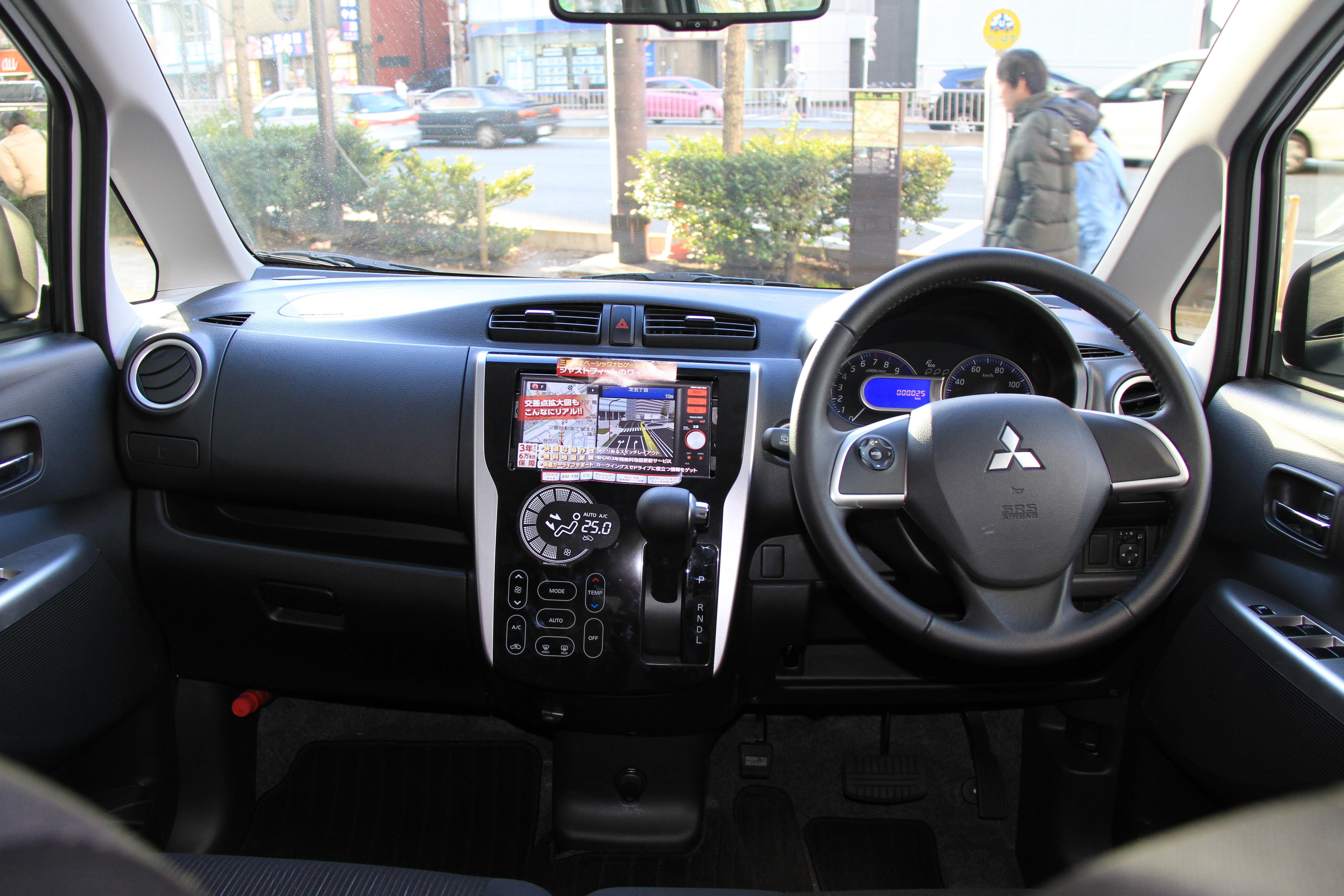
2013年6月販売型 カスタム T 室内

### 日産デイズシリーズとの関係
| タイプ                 | 三菱・eKシリーズ                        | 日産・デイズシリーズ                                        |
| 軽トールワゴン         | 軽トールワゴン                          | 軽トールワゴン                                              |
| ---------------------- | --------------------------------------- | ----------------------------------------------------------- |
| ノーマル               | eKワゴン （eK wagon）                   | デイズ （DAYZ）                                             |
| スポーツ               | eKカスタム （eK custom）                | デイズ ハイウェイスター （DAYZ Highway STAR）               |
| 軽スーパーハイトワゴン |                                         |                                                             |
| ノーマル               | eKスペース （eK SPACE）                 | デイズ ルークス （DAYZ ROOX）                               |
| スポーツ               | eKスペース カスタム （eK SPACE CUSTOM） | デイズ ルークス ハイウェイスター （DAYZ ROOX Highway STAR） |

### デイズとの違いについて

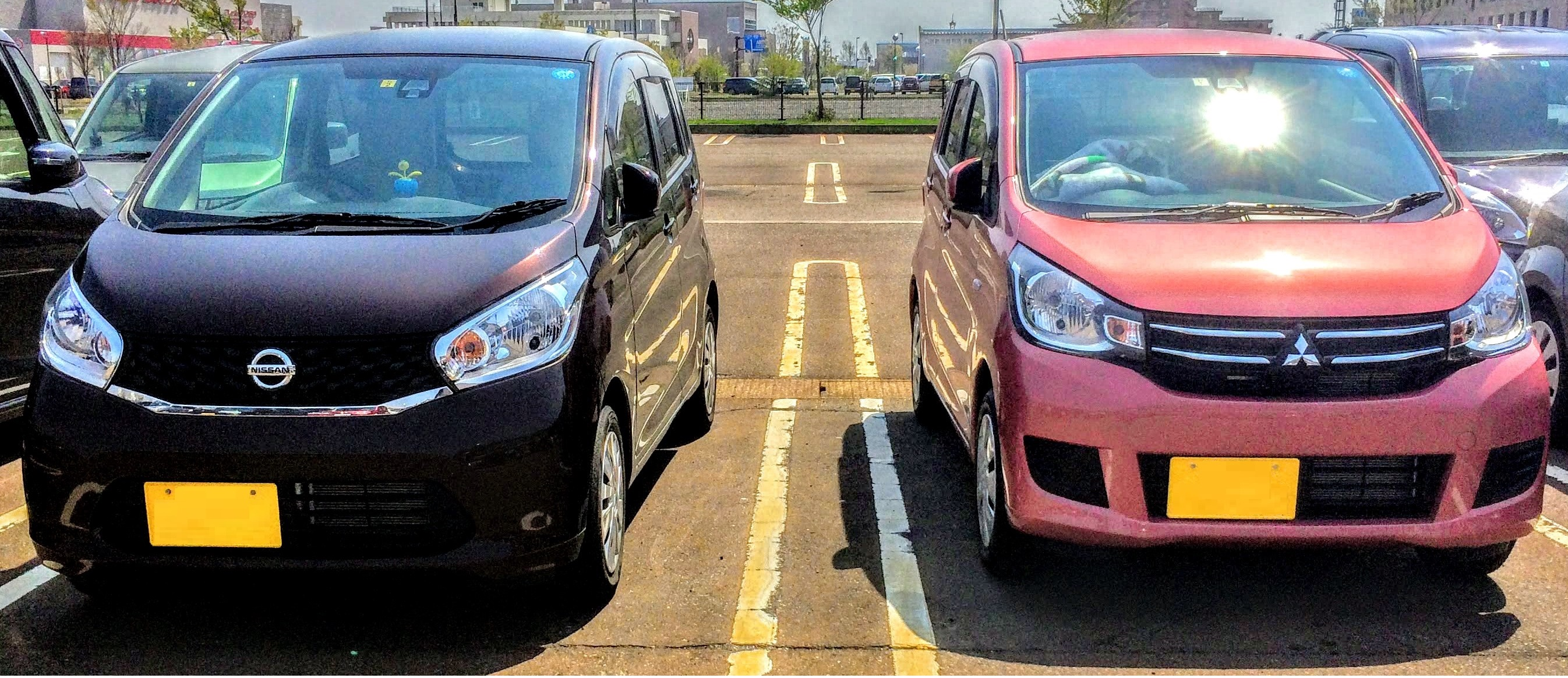
（左）デイズ2014年7月改良型・（右）eKワゴン2017年1月改良型

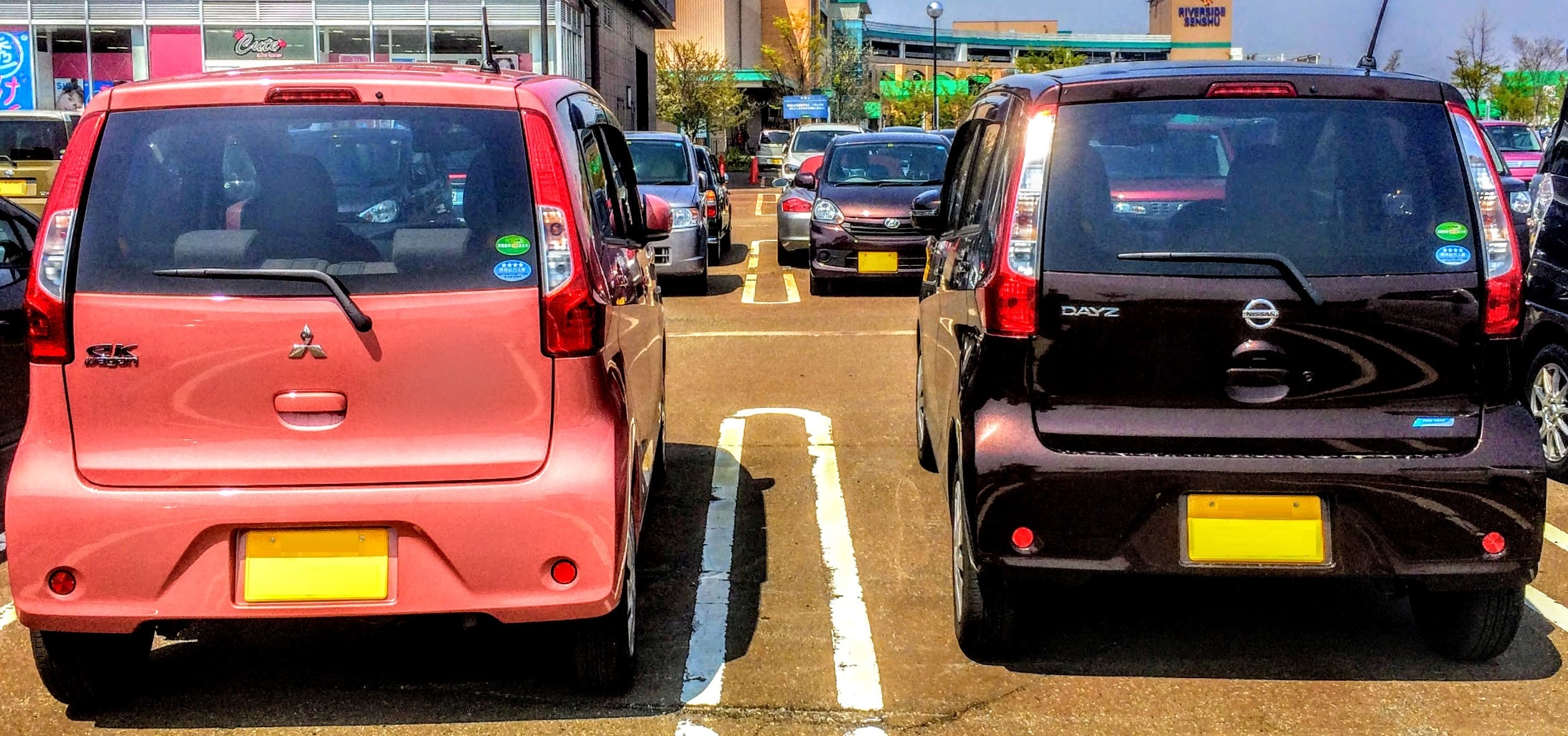
リア

日産自動車が販売するデイズとはグレード体系・外観・装備内容などが大きく異なる。
グレード体系においてはeKカスタムにおいて、デイズのスポーティモデルであるデイズハイウェイスターの「ハイウェイスターJ」に相当するAS&G（アイドリングストップシステム）非装備の廉価グレードが設定されなかった（なお、「ハイウェイスターJ」は2015年10月のマイナーチェンジに伴い廃止）。
外装はフロントデザインが異なり、eKワゴンは2本のクロムメッキラインを配した光沢ブラックのフロントグリルを採用、eKカスタムは太い2本のクロムメッキで配したフロントグリルを採用。フォグランプ廻りを含めたフロントバンパーも異なり、ekワゴンにおいてはヘッドライトも専用品となる。また、フルホイールキャップやアルミホイールのデザインも異なる。Aピラーより後部はリヤコンビネーションレンズも含め、デイズと共通である。
装備内容に関しては以下の違いがある（以下の内容は2018年5月改良モデル時点でのもの）。
- LEDターンランプ付電動格納式リモコンドアミラー（カラード）はeKワゴン・eKカスタムそれぞれの「G Safety Package」と「T Safety Package」に標準装備（デイズはハイウェイスター全グレードおよび「X」に標準装備）
- eKワゴンは「E e-Assist」を除く全グレードにおいて、オプションでブラック内装に変更することができる。その際、シートがスウェード調ファブリックに変更となり、メッキのインナードアハンドルとシルバーのドアアームレストを追加。「M e-Assist」は「G Safety Package」に標準装備されているタコメーター、ブラックの本革巻ステアリングホイール、ドアトリム生地インサートも追加され、eKカスタムに近い内装となる。一方で、eKカスタムはブラック内装のみの設定である。
  - デイズの場合、標準仕様はアイボリー内装のみ、ハイウェイスターはエボニー内装に加え、オプションでシート地とドアトリムクロスをアイボリーに変更した2トーン仕様が設定される。また、標準仕様ではタコメーターの設定が無い。
- フロントドアIRカット/99%UVカットガラス、チルトステアリング、タッチパネルオートエアコン（花粉フィルター付）はeKワゴン「G Safety Package」およびeKカスタム全グレードに加え、eKワゴン「M e-Assist」にも標準装備
- ステアリングオーディオスイッチはeKワゴン・eKカスタムそれぞれの「G Safety Package」と「T Safety Package」に、4スピーカー（フロント+リア）はeKワゴン「G Safety Package」・「T Safety Package」にそれぞれ標準装備。
  - デイズはステアリングオーディオスイッチを全グレードに、4スピーカー（フロント+リア）は標準タイプ全グレードと「ハイウェイスターX」にそれぞれ標準装備しており、標準タイプ全グレードと「ハイウェイスターX」においてはフロント2スピーカー+ステアリングオーディオスイッチレスの設定がある。
- eKワゴン「G（Safety Packageを含む）」・「T Safety Package」は本革巻ステアリング（ブラック）と14インチアルミホイールを標準装備（デイズの標準タイプは非装備）
- マルチアラウンドモニター（バードアイビュー機能付）、オートマチックハイビーム、オートライトコントロールはeKワゴン・eKカスタムそれぞれの「G Safety Package」・「T Safety Package」に標準装備。
  - デイズはアラウンドビューモニター、ハイビームアシスト、オートライトシステム（ワイパー連動）にそれぞれ置き換わる。アラウンドビューモニターは「X」およびハイウェイスター全グレードに標準装備、ハイビームアシストとオートライトシステム（ワイパー連動）はハイウェイスターのみ標準装備で、一部グレードはレス設定が可能。
- 「e-Assist」の一つである車線逸脱警報システムはeKカスタム全車に加え、eKワゴンの「G Safety Package」と「T Safety Package」にも装備
  - デイズは車線逸脱警報（LDW）に置き換わる。LDWはハイウェイスターのみ標準装備。
- 寒冷地仕様は全グレード標準装備（デイズは4WD車のみ標準装備で、2WD車はメーカーオプション設定）
- 2015年10月のマイナーチェンジにより、ターボ搭載グレードである「T Safety Package」をeKワゴンにも設定（デイズの標準タイプは全て自然吸気エンジンのみ）。

ボディカラーは、eKワゴンとデイズで白系の設定色が異なり、eKワゴンは全グレードで「ホワイトソリッド」と「ホワイトパール（オプションカラー）」が設定されているため、販売開始当初はデイズよりも1色多い8色展開だった（eKカスタムとデイズハイウェイスターは同じ4色展開）。また、カラーバリエーションは販売開始当初、「ホワイトソリッド」、「ホワイトパール」、「クールシルバーメタリック」を除いてカラー名称が置き換わるものの、バリエーションはデイズと共通となっていた。
2014年の一部改良でデイズと異なるカラーバリエーションとなり、eKではデイズ共通カラーの「アゼリアピンクメタリック」と「ピンクゴールドメタリック（eKスペースでの「アンティークゴールドメタリック」に相当）」は設定されず、替わりに「レッドメタリック」が設定された。さらに、オプションカラーの茶系色はeKワゴンは3代目へのフルモデルチェンジ当初からある「チェリーブラウンパール」、eKカスタムは2014年6月の一部改良時に追加した「ショコラブラウンパール」と異なる色設定となっている（デイズではデイズ専用色の「レディッシュマルーンパールメタリック（eKでの「チェリーブラウンパール」に相当）」と入れ替えで、デイズ/デイズハイウェイスターの共通カラーとして「モカブラウンパール（eKでの「ショコラブラウンパール」に相当）」が設定されている。これにより、eKワゴンとデイズは同じ9色展開となり、eKカスタムはデイズハイウェイスターよりも1色少ない6色展開となった。
2015年10月のマイナーチェンジにより、eKワゴンにてボディカラーの一部入れ替え（eKカスタム専用色化への移行を含む）が行われたが、デイズがカラーラインナップを拡大したことで、eKワゴンはデイズよりも2色、eKカスタムはデイズハイウェイスターよりも4色少ない展開となった。
2017年1月の一部改良でeKワゴン/eKカスタム・デイズ双方でボディカラーの入れ替えが行われ、eKでは未設定だった「オーシャンブルーパール」が、三菱での名称である「ライトニングブルーマイカ」に名称を戻しeKカスタム専用色として追加された。なお、デイズ/デイズハイウェイスターに追加された「プレミアムサンシャインオレンジ4コートメタリック」はeKワゴン/eKカスタムでは未設定となる。
2018年5月の一部改良でもeKワゴン/eKカスタム・デイズ双方でボディカラーの一部入れ替えが行われたが、「オークブラウンメタリック」はeKワゴン専用色でデイズでは未設定、デイズの「X」およびハイウェイスター専用色として追加された「プレミアムオリーブメタリック」はeKワゴン/eKカスタムでは未設定となる。

## 4代目 B33/36W型（2019年 - ）

### 年表
- 2019年3月14日 - 三菱自動車水島製作所にてオフライン式を実施。3月28日発売とアナウンスされた[28][29]。
- 2019年3月28日 - 「eKワゴン」をフルモデルチェンジ。同時に「eKクロス」を発売[30]。
  - 外観はフロントグリルがクロムメッキ処理の水平基調グリルとなったほか、リアデザインが大きく変わり、3代目まではバンパー上にあったナンバープレートの位置がバックドア上に移動された。内装はライトグレー基調とした。
  - パワートレインはエンジンを低フリクション化や高圧縮比化された新型のBR06型に換装。CVTは副変速機が廃止、オイルポンプの高効率化とベルトの低フリクション化が行われた新型に変更された（2代目デイズでは先代同様「エクストロニックCVT」名義）。また、燃料消費率と排出ガスがWLTCモードに対応したことで「平成30年排出ガス基準50%低減レベル（☆☆☆☆）」認定を取得するとともに、JC08モードでの燃料消費率が向上されたことにより、2WD車は「2020年度燃費基準+20%」を達成した。
  - 装備面では、アダプティブクルーズコントロール（ACC）と車線維持支援機能（LKA）で構成された高速道路同一車線運転支援技術「MI-PILOT（マイパイロット、2代目デイズでの「プロパイロット」に相当[注 17]）が新たに採用され、メーカーオプションの「先進快適パッケージ」として一部グレードにメーカーオプション設定された。その他、片輪が空転した場合にスリップした車輪をブレーキ制御させ、グリップしている車輪により大きな駆動力を加えることで走破性を高めるグリップコントロールを2WD車を含めた全車に標準装備し、3代目で採用されたマルチアラウンドモニターには車両周囲の歩行者や自転車を検知してモニターの表示と警報で注意を促す移動物検知機能が追加され、ルームミラーに液晶モニターを搭載し、車両後方に搭載されたカメラの映像を映し出すデジタルルームミラー（マルチアラウンドモニター表示機能付）も採用された（マルチラウンドモニターとデジタルルームミラーは「先進安全パッケージ」として一部グレードにメーカーセットオプション設定）。「e-Assist」においてはドライバーが意図せず走行車線から逸脱しそうになった時に、車線内に戻す方向に制御力を短時間発生させて走行車線内に戻す操作を促す車線逸脱防止支援機能（LDP）が追加された。なお、グリップコントロールは2代目デイズには装備されないeKワゴン特有の装備となる。
また、「M」グレードは3代目に標準装備されたタッチパネル式オートエアコンからモデルチェンジに伴いマニュアルエアコンに置き換わった。
  - ホイールベースが3代目から65mm延長、それに伴って後席の膝下空間が70mm拡大された。
  - グレード体系は「M」と「G」の2グレードに整理され、3代目では設定されていた最廉価グレードの「E」およびターボ車の「T」とカスタムが廃止された。ボディカラーはホワイトソリッド、ホワイトパール（有料色）、スターリングシルバーメタリック、ブラックマイカ、オークブラウンメタリック（有料色）の5色が3代目から引き続き設定され、コーラルピンクマイカはコーラルピンクメタリックへ呼称を変更（カラーコードは不変）、新色のミントブルーメタリックを加えた7色展開となった。なお、カラーバリエーションは2代目デイズよりも少なくなっている（2代目デイズでは、プレミアムサンシャインオレンジメタリック(特別塗装色)、オーシャンブルーパール、スパークリングレッドメタリック、プレミアムオリーブメタリック(特別塗装色)が追加で設定されている。eKクロスではプレミアムオリーブメタリックを除きサンシャインオレンジメタリック、ライトニングブルーマイカ、レッドメタリックとして設定）。
- 2019年10月2日 - eKクロス、デリカD:5（2019年2月改良モデル）と共に2019年度グッドデザイン賞を受賞[31]。前述のとおり、初代モデルが2001年度に受賞しており2度目の受賞となった。
- 2019年11月12日 - eKクロスや日産・デイズ（2代目）と共に2020年次RJCカー・オブ・ザ・イヤーを受賞。三菱車は2019年次のエクリプスクロスに続き2年連続での受賞となった[32]。
- 2019年12月6日 - eKクロスや日産・デイズ（2代目）と共に2019-2020日本カー・オブ・ザ・イヤー「スモールモビリティ部門賞」を受賞。三菱車における同賞受賞は初、日本カー・オブ・ザ・イヤー全体においてもアウトランダーPHEVで「イノベーション部門賞」を受賞した2013-2014年度以来6年ぶりとなった[33]。
- 2020年8月20日 - eKクロスと同時に一部改良[34]。
  - 「e-Assist」に、標識検知機能（TSR）、前方衝突予測警報（PFCW）、先行車発進通知（LCDN）、ふらつき警報（DAA）を追加。車両進入禁止・最高速度・一時停止の標識を検知した場合、減速が必要と判断した場合、信号待ちなどで停車中に先行車が発進しても自車が停止し続けた場合、走行中にドライバーのハンドル操作から注意力が低下していると判断した場合のいずれかにおいて、警報ブザー（最高速度・一時停止の標識を検知した場合を除く）とインフォメーション画面表示を行い、標識の見逃しの予防・ブレーキの踏み遅れによる追突事故の回避のアシスト・先行車の発進通知・ドライバーへの休憩の促しを行う。また、ミリ波レーダーの追加により、FCMの夜間検知性能が向上され、「MI-PILOT」は追い越し時にウインカーを出すと設定速度内で加速、先行車との車間距離を若干詰めることでスムーズな追い越しをアシストする追い越し時の加速機能の追加とワイパー低速作動時でもLKAとACC利用が可能なように改良された。運転席SRSニーエアバッグおよびリアシートベルトのプリテンショナー機能と非着用ウォーニング着座センサーを新たに設定し、メーカーオプション設定された。その他、ヘッドライトのつけ忘れ防止のため、スイッチからOFFポジションが廃止され、センターパネル部に充電用USBポートが新採用された。
- 2020年12月24日 - 一部改良[35]。
  - メーカーオプションの設定が見直される。ボディカラーには4代目に移行した際に廃止され、現行のeKシリーズでは唯一未設定となっていたレッドメタリックが追加され、全8色となった。
- 2022年9月8日 - 一部改良[36]。
  - ボディカラー展開が見直され、オークブラウンメタリック（有料色）を廃止する替わりに、eKスペース設定色のナチュラルアイボリーメタリック（有料色）が新たに設定された。
  - 燃料消費率が向上され、2WD車は「2030年度燃費基準80%達成車」、4WD車は「同75%達成車」となった。
- 2023年11月24日 - 一部改良[37]。
  - 安全性能が強化され、リアカメラ及びリアビューモニター付ルームミラー（自動防眩機能付）、eKクロスに装備されている運転席SRSニーエアバッグとリアシートベルトのプリテンショナー機構を全車に標準装備され、FCMは自転車運転者検知が追加された。
  - ボディカラー展開が変更となり、ミントブルーメタリック、コーラルピンクメタリックと入れ替えで新色のミストブルーパール（有料色）、ライラックピンクメタリックを追加。また、歴代初となる2トーンカラー（有料色）も設定され、ライラックピンクメタリック/ホワイトソリッド、ミストブルーパール/オークブラウンメタリック、ナチュラルアイボリーメタリック/ブラックマイカの3色が設定された。
- 2024年8月1日 - eKクロスと共に一部改良[38]。
  - 自動車のコネクティッド化によるサイバー攻撃のリスク増加に合わせて、サイバーセキュリティに関わるソフトウェアのプログラムが変更され、法規に適合させた。
- 2025年7月24日 - eKクロスと共に一部改良[39]。
  - 法規への適合に伴ってFCMの警告灯の制御及び警告表示を変更・追加などが行われた。